# チャードル

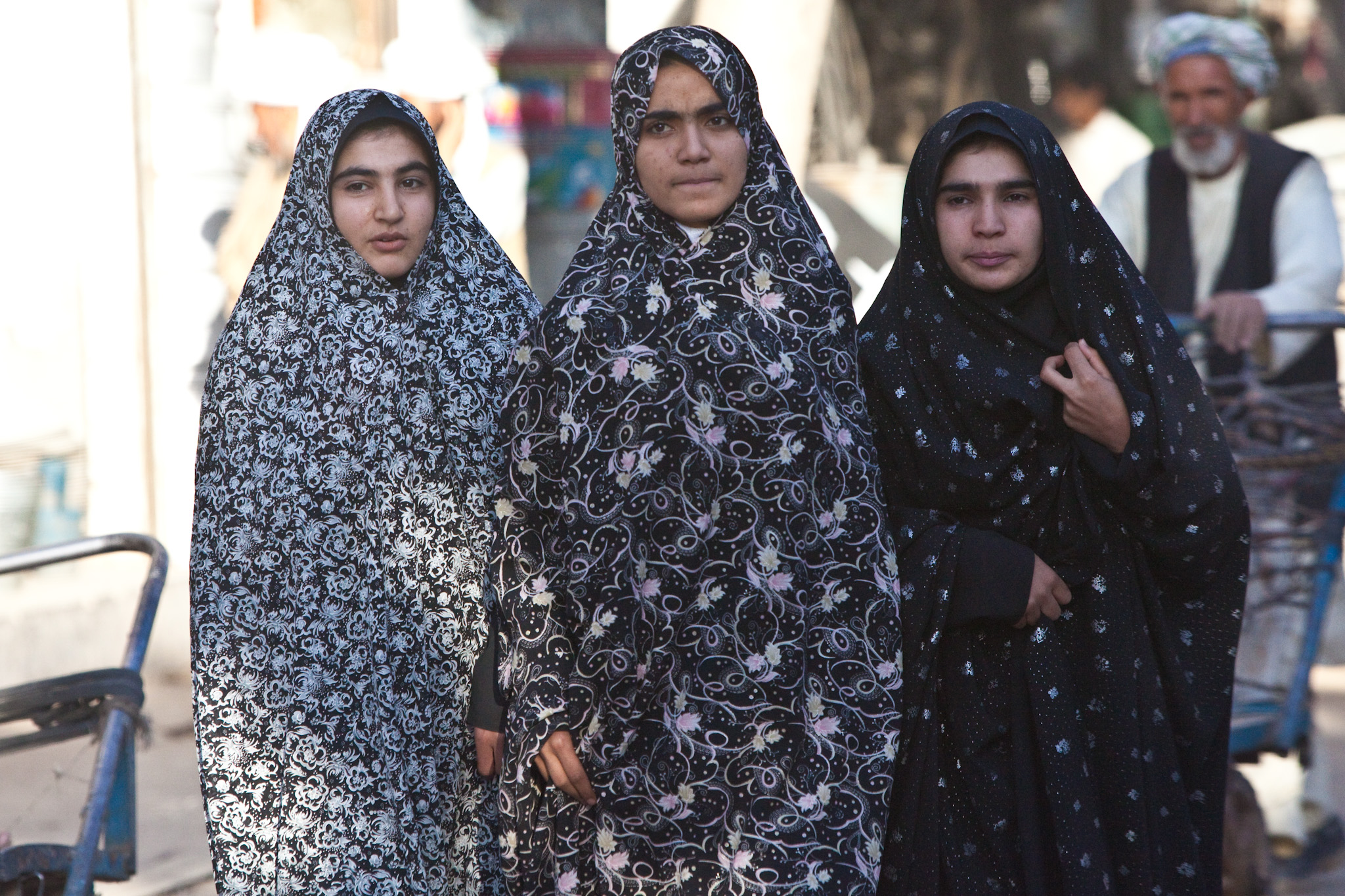
2009年、撮影

チャードル（ペルシャ語： چادر）はイランの女性が外出して公衆の面前に出る際伝統的に身に着けてきた衣装であり、体全体を覆う黒系の布の形をしている。これはイスラム教の女性がイスラーム圏において従うドレスコードの1つである。日本語では「チャドル」とも表記する。アフガニスタンでは「チャドリ」と言うが、特に肩辺りまでを覆う頭巾状のものを指すことが多い。現在のイスラーム共和制の元ではヒジャーブが強制されているが、政府は民族精神の観点からチャードルを数あるヒジャーブの中でも特に奨励している。

## 構造
チャードルは全身を覆う丈の半円の布で、前が下まで開くようになっている。頭から被って前を閉める。手で開けたり閉めたりするものは付いていないが、手や口で押さえて閉めたり、腰の周りで結んだりして留めておくこともある。
伝統的には、チャードルは頭用のスカーフ（ルーサリー）、ブラウス（ピーラーン）、スカート（ドマーン）またはズボンの上にはくスカート（シェルバー）と共に着用していた。顔は両目の部分から白い長方形のヴェールで覆う（現在では必ずしも必要ではない）。家の中では、チャードルとヴェールは付けず涼しい軽装をしていた。

## 色
現代のチャードルの復活前は、黒は死や葬式を連想させるため避けられ、白か模様地のものが好まれた。現在のイラン政府は、ホメイニーの考えに従い、黒がチャードルとして正式な色としている。しかし薄い色や違った色を好む女性もいる。田舎の高齢の女性は現代風の流行を嫌うということもあるし、若い女性の中には様々な色付きのチャードルに夢中になるものもいる。シーア派のクルド人や、部族によっては黒のチャードルの着用に抵抗しているものもある。

## 着用の義務
革命前はヒジャーブを被るか被らないかは女性の選択に任されており、主として宗教的に保守的な女性が着用していた。但し歴代のシャーたちの中にはヒジャーブを『前近代』の象徴として禁止した例もあった。
現在のイスラーム共和国では、女性はヒジャーブを身に着けねばならない。身につけない場合、宗教警察によって尋問される事や、場合によっては投獄される事もある。但しチャドールでなければいけないという訳ではなく、女性によっては頭にスカーフをまき、腕や脚を隠せる長丈のコートを羽織って、ヒジャーブとすることもある。このコートはフランス語の「マント」と呼ばれている。斬新な女性は徐々にスカーフを後ろにずらして、髪を少しずつ見せるように着用するようになりつつあり、コートも色鮮やかに、体にフィットするタイプになりつつある。そのため彼女たちは『堕落した西欧に影響』されている『バッドヘジャービー』として宗教警察を初めとするイラン・イスラーム共和国の保守派から激しい敵意を抱かれている。

## 歴史

### 古代
エルギンディは、ヘジャーブの歴史についての著書で、ペルシアの習慣の起源を古代メソポタミアに置いている。そこでは、立派な女性たちはベールを着用する一方、使用人と売春婦はベールを禁止されていた。ヴェールは地位階級を表したのだった。この習慣はアケメネス朝ペルシャの支配下にも受け継がれたようだ。ギリシャローマの歴史家プルタークの主張によれば、アケメネス朝では妻や愛人を大衆の視線から隠したという。ただし、馬車や駕籠に隠したのであって、チャードルではない。
イスラム時代以前にはチャードルの絵入りの証拠がない。ウォルフガング・ブルーンとマックス・ティルクによる1941年の A Pictorial History of Costume には西暦紀元前5世紀のアケメネス朝のレリーフからコピーされたとされる、頭を包んだ長い布で顔の下半分を隠した女性の図画が載っている。しかしこの図版はチャードルについてではなく、ベールについての証拠である。
ベールを着ける習慣が、セレウコス朝、パルティア朝、そしてサーサーン朝の期間にも続いていただろうことは多分正しい。しかし、これを示す絵入りの証拠はほとんど無い。ギリシアやビザンチンの上流階級の女性たちも同様に、大衆の視線から隠されていた。El-Guindiは、イスラムのヘジャーブがこうした古代の地中海と中東の習慣の継続であると信じる。回教徒の女性たちは、高い地位にあるということを示すために、ベールを着け、または隔離されたのだった。

### 近世
いつチャードルが現在知られている様式をとったかは明確ではない。18世紀と19世紀のヨーロッパからの訪問者が、チャードルと長い白いベールを身に付けている女性たちの絵入りの記録を残したが、そうした衣服はそれよりずっと以前から使われていた可能性が高い。

### 現代
20世紀になって、パフラヴィー朝の王レザー・シャー1世は、近代化を目指す彼の目標と両立しないものとして、1936年にチャードルを禁止した。エルギンディが引用したミール・ホセイニーの証言によれば、「警察はヴェールを被っていた女性たちを逮捕して、そして強制的に彼女らのヴェールを取り去った」。この政策はシーア派の聖職者ばかりでなく、「それらのカバーなしで人前で現れることは裸に等しかった」と多くの普通の女性たちさえ憤慨させた。しかしながら、彼女は「この動きは西洋化された上流階級の男女によって歓迎された。彼らは女性たちに権利を与える第一歩として自由主義の観点からそれを考えていた」と続ける。
1980年に、イラン・イスラム共和国の新しい政府は、公衆の場で女性たちが何を着るべきかを指図するために再び介入した。
今回はヴェールの復興だった。あちこち動き回る道徳警察がしばしば不本意な女性たちにヘジャーブを強要した。この規定は革命の翌年に最も厳密に実施された。革命の熱意が冷め、政権に対する一般大衆の幻滅が増加するにつれ、ヘジャーブの規則は数多くの小さい方法で次第に無力化された。